# Emil Fackenheim
Emil Ludwig Fackenheim (geboren am 22. Juni 1916 in Halle (Saale); gestorben am 18. September 2003 in Jerusalem) war ein deutscher Philosoph und Rabbiner und Verfasser beachteter Studien zu Immanuel Kant, Georg Wilhelm Friedrich Hegel und Friedrich Wilhelm Joseph Schelling.

## Leben
Emil Fackenheim legte 1935 sein Abitur am Stadtgymnasium Halle (Saale) ab. Er studierte an der Universität Halle (Saale) Philosophie und Arabistik und belegte an der Berliner Hochschule für die Wissenschaft des Judentums ein Rabbinatsstudium bei Leo Baeck, Ismar Elbogen und Max Wiener. Während der Novemberpogrome 1938 wurde er verhaftet und bis Februar 1939 im KZ Sachsenhausen inhaftiert. Nach seiner Semicha im selben Jahr floh er nach Schottland, um an der University of Aberdeen sein Philosophie-Studium fortzusetzen. Emils älterer Bruder Ernst-Alexander, der sich weigerte, seine Heimat Deutschland zu verlassen, kam im Holocaust um.
1940 wurde er als Enemy Alien verhaftet und in ein Internierungslager auf der Isle of Man verbracht. Im Jahr darauf wurde er entlassen und gelangte anschließend unfreiwillig nach Kanada, wo er zunächst für einige Monate im Übergangslager Sherbrooke interniert wurde. Nach seiner Entlassung nahm er 1942 an der University of Toronto sein Philosophie-Studium wieder auf und schloss es 1945 mit einer PhD-Arbeit über die arabische und jüdische Philosophie des Mittelalters ab.
Zwischen 1943 und 1948 war Fackenheim Rabbiner der Reformgemeinde Anshei Shalom in Hamilton (Ontario). 1948 erhielt er eine Stelle als Lektor an seiner Alma Mater und wurde dort 1961 zum Professor berufen. Nach seiner Emeritierung 1981 wurde er zunächst Visiting Professor an der Hebräischen Universität, ehe er 1983 mit seiner Familie nach Jerusalem übersiedelte und weiter dort unterrichtete. 1997 hatte er die Franz-Rosenzweig-Gastprofessur an der Universität Kassel inne.

## Nachlass
Sein Nachlass befindet sich in der kanadischen Nationalbibliothek / Staatsarchiv (Emil Fackenheim-Fonds, Bestand MG31-D74/R4535).

## Ehrungen
2002 erhielt Emil Fackenheim den Abraham-Geiger-Preis. Außerdem wurden ihm Ehrendoktorwürden der Universität Duisburg und der Universität Halle verliehen.
Nach ihm ist der Emil-Ludwig-Fackenheim-Preis benannt, den die Jüdische Gemeinde Halle seit 2003 für Verdienste bei der Verständigung zwischen jüdischen und nichtjüdischen Mitbürgern in der Region verleiht.

## Schriften
- Paths To Jewish Belief. A Systematic Introduction. 1960.
- Metaphysics and Historicity. 1961.
- The Religious Dimension in Hegel’s Thought. 1967.
- Quest for Past and Future; Essays in Jewish Theology. 1968.
- God’s Presence in History: Jewish Affirmations and Philosophical Reflections. 1970.
- The Human Condition After Auschwitz. A Jewish Testimony a Generation After. 1971.
- Encounters Between Judaism and Modern Philosophy. A Preface to Future Jewish Thought. 1973.
- From Bergen-Belsen to Jerusalem. Contemporary implications of the holocaust. 1975.
- The Jewish return into history. Reflections in the age of Auschwitz and a New Jerusalem. 1978.
- To Mend the World. Foundations of Future Jewish Thought. 1982.
- The Jewish Thought of Emil Fackenheim. A Reader. 1987.
- What is Judaism? An Interpretation for the Present Age. 1988.
  - Was ist Judentum? Eine Deutung für die Gegenwart. Berlin 1999.
- The Jewish Bible After the Holocaust. 1991.
- Jewish Philosophers and Jewish Philosophy. 1996.
- The God Within: Kant, Schelling and Historicity. 1996.
- Antrittsvorlesung vom 24. April 1997. In: Wolfdietrich Schmied-Kowarzik (Hrsg.): Vergegenwärtigungen des zerstörten jüdischen Erbes. Franz-Rosenzweig-Gastvorlesungen Kassel 1987-1998. Kassel 1997, S. 289–297.
- An Epitaph for German Judaism. From Halle to Jerusalem. (Fackenheim's Autobiography) 2007.